# Мазель, Исаак Яковлевич
Исаак Яковлевич Мазель (декабрь 1911, Минск — 31 марта 1945, Ташкент) — советский шахматист, мастер спорта СССР (1931). Автор ряда шахматных задач и этюдов.

## Биография
В 1926—1927 годах учился в минской профтехшколе деревообделочников, в 1927—1928 годах работал деревообделочником.
В 1928—1933 годах — инструктором белорусских шахматных секций. В конце 1920-х годов добился первых успехов в шахматных соревнованиях БССР.
В 1933 переехал в Москву. С 10 апреля 1933 года по 1 января 1934 год находился в распоряжении ВСФК СССР, позже работал ответственным шахинструктором комитета физкультуры ВЦСПС.
Совершил множество поездок по Советскому Союзу с сеансами одновременной игры и лекциями, был объектом резкой критики в газете «64» (1939).
Чемпион Москвы (1941/1942). В войну 1941—1945 гг. имел звание лейтенанта, командовал взводом, умер в госпитале № 340 от тифа. Похоронен в Ташкенте.
Был женат на шахматистке Ольге Рубцовой.

## Спортивные достижения
| Год       | Город     | Турнир             | + | − | = | Результат  | Место |
| --------- | --------- | ------------------ | - | - | - | ---------- | ----- |
| 1931      | Москва    | 7-й чемпионат СССР | 7 | 6 | 4 | 9 из 17    | 8—9   |
| 1933/1934 | Москва    | Чемпионат Москвы   |   |   |   | из         | 2—3   |
| 1934      |           | Матч с Х. Кмохом   | 2 | 1 | 3 | 3½ : 2½    |       |
| 1934/1935 | Ленинград | 9-й чемпионат СССР | 5 | 7 | 7 | 8½ из 19   | 15—16 |
| 1936      |           | Чемпионат ВЦСПС    |   |   |   | из         |       |
| 1938      |           | Чемпионат ВЦСПС    |   |   |   | из         |       |
| 1941/1942 | Москва    | Чемпионат Москвы   |   |   |   | 10,5 из 14 | 1     |

## Примечательные партии

### Партия Эдельман — Мазель
|   | a | b | c | d | e | f | g | h |   |
| - | --- | --- | --- | --- | --- | --- | --- | --- | - |
| 8 | a8 чёрная ладья · c8 чёрный слон · e8 чёрный король · f8 чёрный слон · h8 чёрная ладья · a7 чёрная пешка · b7 чёрная пешка · c7 чёрная пешка · g6 чёрная пешка · h6 чёрная пешка · d5 чёрная пешка · e5 чёрная пешка · g5 белый конь · d4 чёрный конь · g4 чёрный ферзь · d3 белая пешка · f3 белая пешка · a2 белая пешка · b2 белая пешка · c2 белая пешка · d2 белый ферзь · g2 белая пешка · h2 белая пешка · a1 белая ладья · b1 белый конь · c1 белый слон · f1 белая ладья · g1 белый король | a8 чёрная ладья · c8 чёрный слон · e8 чёрный король · f8 чёрный слон · h8 чёрная ладья · a7 чёрная пешка · b7 чёрная пешка · c7 чёрная пешка · g6 чёрная пешка · h6 чёрная пешка · d5 чёрная пешка · e5 чёрная пешка · g5 белый конь · d4 чёрный конь · g4 чёрный ферзь · d3 белая пешка · f3 белая пешка · a2 белая пешка · b2 белая пешка · c2 белая пешка · d2 белый ферзь · g2 белая пешка · h2 белая пешка · a1 белая ладья · b1 белый конь · c1 белый слон · f1 белая ладья · g1 белый король | a8 чёрная ладья · c8 чёрный слон · e8 чёрный король · f8 чёрный слон · h8 чёрная ладья · a7 чёрная пешка · b7 чёрная пешка · c7 чёрная пешка · g6 чёрная пешка · h6 чёрная пешка · d5 чёрная пешка · e5 чёрная пешка · g5 белый конь · d4 чёрный конь · g4 чёрный ферзь · d3 белая пешка · f3 белая пешка · a2 белая пешка · b2 белая пешка · c2 белая пешка · d2 белый ферзь · g2 белая пешка · h2 белая пешка · a1 белая ладья · b1 белый конь · c1 белый слон · f1 белая ладья · g1 белый король | a8 чёрная ладья · c8 чёрный слон · e8 чёрный король · f8 чёрный слон · h8 чёрная ладья · a7 чёрная пешка · b7 чёрная пешка · c7 чёрная пешка · g6 чёрная пешка · h6 чёрная пешка · d5 чёрная пешка · e5 чёрная пешка · g5 белый конь · d4 чёрный конь · g4 чёрный ферзь · d3 белая пешка · f3 белая пешка · a2 белая пешка · b2 белая пешка · c2 белая пешка · d2 белый ферзь · g2 белая пешка · h2 белая пешка · a1 белая ладья · b1 белый конь · c1 белый слон · f1 белая ладья · g1 белый король | a8 чёрная ладья · c8 чёрный слон · e8 чёрный король · f8 чёрный слон · h8 чёрная ладья · a7 чёрная пешка · b7 чёрная пешка · c7 чёрная пешка · g6 чёрная пешка · h6 чёрная пешка · d5 чёрная пешка · e5 чёрная пешка · g5 белый конь · d4 чёрный конь · g4 чёрный ферзь · d3 белая пешка · f3 белая пешка · a2 белая пешка · b2 белая пешка · c2 белая пешка · d2 белый ферзь · g2 белая пешка · h2 белая пешка · a1 белая ладья · b1 белый конь · c1 белый слон · f1 белая ладья · g1 белый король | a8 чёрная ладья · c8 чёрный слон · e8 чёрный король · f8 чёрный слон · h8 чёрная ладья · a7 чёрная пешка · b7 чёрная пешка · c7 чёрная пешка · g6 чёрная пешка · h6 чёрная пешка · d5 чёрная пешка · e5 чёрная пешка · g5 белый конь · d4 чёрный конь · g4 чёрный ферзь · d3 белая пешка · f3 белая пешка · a2 белая пешка · b2 белая пешка · c2 белая пешка · d2 белый ферзь · g2 белая пешка · h2 белая пешка · a1 белая ладья · b1 белый конь · c1 белый слон · f1 белая ладья · g1 белый король | a8 чёрная ладья · c8 чёрный слон · e8 чёрный король · f8 чёрный слон · h8 чёрная ладья · a7 чёрная пешка · b7 чёрная пешка · c7 чёрная пешка · g6 чёрная пешка · h6 чёрная пешка · d5 чёрная пешка · e5 чёрная пешка · g5 белый конь · d4 чёрный конь · g4 чёрный ферзь · d3 белая пешка · f3 белая пешка · a2 белая пешка · b2 белая пешка · c2 белая пешка · d2 белый ферзь · g2 белая пешка · h2 белая пешка · a1 белая ладья · b1 белый конь · c1 белый слон · f1 белая ладья · g1 белый король | a8 чёрная ладья · c8 чёрный слон · e8 чёрный король · f8 чёрный слон · h8 чёрная ладья · a7 чёрная пешка · b7 чёрная пешка · c7 чёрная пешка · g6 чёрная пешка · h6 чёрная пешка · d5 чёрная пешка · e5 чёрная пешка · g5 белый конь · d4 чёрный конь · g4 чёрный ферзь · d3 белая пешка · f3 белая пешка · a2 белая пешка · b2 белая пешка · c2 белая пешка · d2 белый ферзь · g2 белая пешка · h2 белая пешка · a1 белая ладья · b1 белый конь · c1 белый слон · f1 белая ладья · g1 белый король | 8 |
| 7 | a8 чёрная ладья · c8 чёрный слон · e8 чёрный король · f8 чёрный слон · h8 чёрная ладья · a7 чёрная пешка · b7 чёрная пешка · c7 чёрная пешка · g6 чёрная пешка · h6 чёрная пешка · d5 чёрная пешка · e5 чёрная пешка · g5 белый конь · d4 чёрный конь · g4 чёрный ферзь · d3 белая пешка · f3 белая пешка · a2 белая пешка · b2 белая пешка · c2 белая пешка · d2 белый ферзь · g2 белая пешка · h2 белая пешка · a1 белая ладья · b1 белый конь · c1 белый слон · f1 белая ладья · g1 белый король | a8 чёрная ладья · c8 чёрный слон · e8 чёрный король · f8 чёрный слон · h8 чёрная ладья · a7 чёрная пешка · b7 чёрная пешка · c7 чёрная пешка · g6 чёрная пешка · h6 чёрная пешка · d5 чёрная пешка · e5 чёрная пешка · g5 белый конь · d4 чёрный конь · g4 чёрный ферзь · d3 белая пешка · f3 белая пешка · a2 белая пешка · b2 белая пешка · c2 белая пешка · d2 белый ферзь · g2 белая пешка · h2 белая пешка · a1 белая ладья · b1 белый конь · c1 белый слон · f1 белая ладья · g1 белый король | a8 чёрная ладья · c8 чёрный слон · e8 чёрный король · f8 чёрный слон · h8 чёрная ладья · a7 чёрная пешка · b7 чёрная пешка · c7 чёрная пешка · g6 чёрная пешка · h6 чёрная пешка · d5 чёрная пешка · e5 чёрная пешка · g5 белый конь · d4 чёрный конь · g4 чёрный ферзь · d3 белая пешка · f3 белая пешка · a2 белая пешка · b2 белая пешка · c2 белая пешка · d2 белый ферзь · g2 белая пешка · h2 белая пешка · a1 белая ладья · b1 белый конь · c1 белый слон · f1 белая ладья · g1 белый король | a8 чёрная ладья · c8 чёрный слон · e8 чёрный король · f8 чёрный слон · h8 чёрная ладья · a7 чёрная пешка · b7 чёрная пешка · c7 чёрная пешка · g6 чёрная пешка · h6 чёрная пешка · d5 чёрная пешка · e5 чёрная пешка · g5 белый конь · d4 чёрный конь · g4 чёрный ферзь · d3 белая пешка · f3 белая пешка · a2 белая пешка · b2 белая пешка · c2 белая пешка · d2 белый ферзь · g2 белая пешка · h2 белая пешка · a1 белая ладья · b1 белый конь · c1 белый слон · f1 белая ладья · g1 белый король | a8 чёрная ладья · c8 чёрный слон · e8 чёрный король · f8 чёрный слон · h8 чёрная ладья · a7 чёрная пешка · b7 чёрная пешка · c7 чёрная пешка · g6 чёрная пешка · h6 чёрная пешка · d5 чёрная пешка · e5 чёрная пешка · g5 белый конь · d4 чёрный конь · g4 чёрный ферзь · d3 белая пешка · f3 белая пешка · a2 белая пешка · b2 белая пешка · c2 белая пешка · d2 белый ферзь · g2 белая пешка · h2 белая пешка · a1 белая ладья · b1 белый конь · c1 белый слон · f1 белая ладья · g1 белый король | a8 чёрная ладья · c8 чёрный слон · e8 чёрный король · f8 чёрный слон · h8 чёрная ладья · a7 чёрная пешка · b7 чёрная пешка · c7 чёрная пешка · g6 чёрная пешка · h6 чёрная пешка · d5 чёрная пешка · e5 чёрная пешка · g5 белый конь · d4 чёрный конь · g4 чёрный ферзь · d3 белая пешка · f3 белая пешка · a2 белая пешка · b2 белая пешка · c2 белая пешка · d2 белый ферзь · g2 белая пешка · h2 белая пешка · a1 белая ладья · b1 белый конь · c1 белый слон · f1 белая ладья · g1 белый король | a8 чёрная ладья · c8 чёрный слон · e8 чёрный король · f8 чёрный слон · h8 чёрная ладья · a7 чёрная пешка · b7 чёрная пешка · c7 чёрная пешка · g6 чёрная пешка · h6 чёрная пешка · d5 чёрная пешка · e5 чёрная пешка · g5 белый конь · d4 чёрный конь · g4 чёрный ферзь · d3 белая пешка · f3 белая пешка · a2 белая пешка · b2 белая пешка · c2 белая пешка · d2 белый ферзь · g2 белая пешка · h2 белая пешка · a1 белая ладья · b1 белый конь · c1 белый слон · f1 белая ладья · g1 белый король | a8 чёрная ладья · c8 чёрный слон · e8 чёрный король · f8 чёрный слон · h8 чёрная ладья · a7 чёрная пешка · b7 чёрная пешка · c7 чёрная пешка · g6 чёрная пешка · h6 чёрная пешка · d5 чёрная пешка · e5 чёрная пешка · g5 белый конь · d4 чёрный конь · g4 чёрный ферзь · d3 белая пешка · f3 белая пешка · a2 белая пешка · b2 белая пешка · c2 белая пешка · d2 белый ферзь · g2 белая пешка · h2 белая пешка · a1 белая ладья · b1 белый конь · c1 белый слон · f1 белая ладья · g1 белый король | 7 |
| 6 | a8 чёрная ладья · c8 чёрный слон · e8 чёрный король · f8 чёрный слон · h8 чёрная ладья · a7 чёрная пешка · b7 чёрная пешка · c7 чёрная пешка · g6 чёрная пешка · h6 чёрная пешка · d5 чёрная пешка · e5 чёрная пешка · g5 белый конь · d4 чёрный конь · g4 чёрный ферзь · d3 белая пешка · f3 белая пешка · a2 белая пешка · b2 белая пешка · c2 белая пешка · d2 белый ферзь · g2 белая пешка · h2 белая пешка · a1 белая ладья · b1 белый конь · c1 белый слон · f1 белая ладья · g1 белый король | a8 чёрная ладья · c8 чёрный слон · e8 чёрный король · f8 чёрный слон · h8 чёрная ладья · a7 чёрная пешка · b7 чёрная пешка · c7 чёрная пешка · g6 чёрная пешка · h6 чёрная пешка · d5 чёрная пешка · e5 чёрная пешка · g5 белый конь · d4 чёрный конь · g4 чёрный ферзь · d3 белая пешка · f3 белая пешка · a2 белая пешка · b2 белая пешка · c2 белая пешка · d2 белый ферзь · g2 белая пешка · h2 белая пешка · a1 белая ладья · b1 белый конь · c1 белый слон · f1 белая ладья · g1 белый король | a8 чёрная ладья · c8 чёрный слон · e8 чёрный король · f8 чёрный слон · h8 чёрная ладья · a7 чёрная пешка · b7 чёрная пешка · c7 чёрная пешка · g6 чёрная пешка · h6 чёрная пешка · d5 чёрная пешка · e5 чёрная пешка · g5 белый конь · d4 чёрный конь · g4 чёрный ферзь · d3 белая пешка · f3 белая пешка · a2 белая пешка · b2 белая пешка · c2 белая пешка · d2 белый ферзь · g2 белая пешка · h2 белая пешка · a1 белая ладья · b1 белый конь · c1 белый слон · f1 белая ладья · g1 белый король | a8 чёрная ладья · c8 чёрный слон · e8 чёрный король · f8 чёрный слон · h8 чёрная ладья · a7 чёрная пешка · b7 чёрная пешка · c7 чёрная пешка · g6 чёрная пешка · h6 чёрная пешка · d5 чёрная пешка · e5 чёрная пешка · g5 белый конь · d4 чёрный конь · g4 чёрный ферзь · d3 белая пешка · f3 белая пешка · a2 белая пешка · b2 белая пешка · c2 белая пешка · d2 белый ферзь · g2 белая пешка · h2 белая пешка · a1 белая ладья · b1 белый конь · c1 белый слон · f1 белая ладья · g1 белый король | a8 чёрная ладья · c8 чёрный слон · e8 чёрный король · f8 чёрный слон · h8 чёрная ладья · a7 чёрная пешка · b7 чёрная пешка · c7 чёрная пешка · g6 чёрная пешка · h6 чёрная пешка · d5 чёрная пешка · e5 чёрная пешка · g5 белый конь · d4 чёрный конь · g4 чёрный ферзь · d3 белая пешка · f3 белая пешка · a2 белая пешка · b2 белая пешка · c2 белая пешка · d2 белый ферзь · g2 белая пешка · h2 белая пешка · a1 белая ладья · b1 белый конь · c1 белый слон · f1 белая ладья · g1 белый король | a8 чёрная ладья · c8 чёрный слон · e8 чёрный король · f8 чёрный слон · h8 чёрная ладья · a7 чёрная пешка · b7 чёрная пешка · c7 чёрная пешка · g6 чёрная пешка · h6 чёрная пешка · d5 чёрная пешка · e5 чёрная пешка · g5 белый конь · d4 чёрный конь · g4 чёрный ферзь · d3 белая пешка · f3 белая пешка · a2 белая пешка · b2 белая пешка · c2 белая пешка · d2 белый ферзь · g2 белая пешка · h2 белая пешка · a1 белая ладья · b1 белый конь · c1 белый слон · f1 белая ладья · g1 белый король | a8 чёрная ладья · c8 чёрный слон · e8 чёрный король · f8 чёрный слон · h8 чёрная ладья · a7 чёрная пешка · b7 чёрная пешка · c7 чёрная пешка · g6 чёрная пешка · h6 чёрная пешка · d5 чёрная пешка · e5 чёрная пешка · g5 белый конь · d4 чёрный конь · g4 чёрный ферзь · d3 белая пешка · f3 белая пешка · a2 белая пешка · b2 белая пешка · c2 белая пешка · d2 белый ферзь · g2 белая пешка · h2 белая пешка · a1 белая ладья · b1 белый конь · c1 белый слон · f1 белая ладья · g1 белый король | a8 чёрная ладья · c8 чёрный слон · e8 чёрный король · f8 чёрный слон · h8 чёрная ладья · a7 чёрная пешка · b7 чёрная пешка · c7 чёрная пешка · g6 чёрная пешка · h6 чёрная пешка · d5 чёрная пешка · e5 чёрная пешка · g5 белый конь · d4 чёрный конь · g4 чёрный ферзь · d3 белая пешка · f3 белая пешка · a2 белая пешка · b2 белая пешка · c2 белая пешка · d2 белый ферзь · g2 белая пешка · h2 белая пешка · a1 белая ладья · b1 белый конь · c1 белый слон · f1 белая ладья · g1 белый король | 6 |
| 5 | a8 чёрная ладья · c8 чёрный слон · e8 чёрный король · f8 чёрный слон · h8 чёрная ладья · a7 чёрная пешка · b7 чёрная пешка · c7 чёрная пешка · g6 чёрная пешка · h6 чёрная пешка · d5 чёрная пешка · e5 чёрная пешка · g5 белый конь · d4 чёрный конь · g4 чёрный ферзь · d3 белая пешка · f3 белая пешка · a2 белая пешка · b2 белая пешка · c2 белая пешка · d2 белый ферзь · g2 белая пешка · h2 белая пешка · a1 белая ладья · b1 белый конь · c1 белый слон · f1 белая ладья · g1 белый король | a8 чёрная ладья · c8 чёрный слон · e8 чёрный король · f8 чёрный слон · h8 чёрная ладья · a7 чёрная пешка · b7 чёрная пешка · c7 чёрная пешка · g6 чёрная пешка · h6 чёрная пешка · d5 чёрная пешка · e5 чёрная пешка · g5 белый конь · d4 чёрный конь · g4 чёрный ферзь · d3 белая пешка · f3 белая пешка · a2 белая пешка · b2 белая пешка · c2 белая пешка · d2 белый ферзь · g2 белая пешка · h2 белая пешка · a1 белая ладья · b1 белый конь · c1 белый слон · f1 белая ладья · g1 белый король | a8 чёрная ладья · c8 чёрный слон · e8 чёрный король · f8 чёрный слон · h8 чёрная ладья · a7 чёрная пешка · b7 чёрная пешка · c7 чёрная пешка · g6 чёрная пешка · h6 чёрная пешка · d5 чёрная пешка · e5 чёрная пешка · g5 белый конь · d4 чёрный конь · g4 чёрный ферзь · d3 белая пешка · f3 белая пешка · a2 белая пешка · b2 белая пешка · c2 белая пешка · d2 белый ферзь · g2 белая пешка · h2 белая пешка · a1 белая ладья · b1 белый конь · c1 белый слон · f1 белая ладья · g1 белый король | a8 чёрная ладья · c8 чёрный слон · e8 чёрный король · f8 чёрный слон · h8 чёрная ладья · a7 чёрная пешка · b7 чёрная пешка · c7 чёрная пешка · g6 чёрная пешка · h6 чёрная пешка · d5 чёрная пешка · e5 чёрная пешка · g5 белый конь · d4 чёрный конь · g4 чёрный ферзь · d3 белая пешка · f3 белая пешка · a2 белая пешка · b2 белая пешка · c2 белая пешка · d2 белый ферзь · g2 белая пешка · h2 белая пешка · a1 белая ладья · b1 белый конь · c1 белый слон · f1 белая ладья · g1 белый король | a8 чёрная ладья · c8 чёрный слон · e8 чёрный король · f8 чёрный слон · h8 чёрная ладья · a7 чёрная пешка · b7 чёрная пешка · c7 чёрная пешка · g6 чёрная пешка · h6 чёрная пешка · d5 чёрная пешка · e5 чёрная пешка · g5 белый конь · d4 чёрный конь · g4 чёрный ферзь · d3 белая пешка · f3 белая пешка · a2 белая пешка · b2 белая пешка · c2 белая пешка · d2 белый ферзь · g2 белая пешка · h2 белая пешка · a1 белая ладья · b1 белый конь · c1 белый слон · f1 белая ладья · g1 белый король | a8 чёрная ладья · c8 чёрный слон · e8 чёрный король · f8 чёрный слон · h8 чёрная ладья · a7 чёрная пешка · b7 чёрная пешка · c7 чёрная пешка · g6 чёрная пешка · h6 чёрная пешка · d5 чёрная пешка · e5 чёрная пешка · g5 белый конь · d4 чёрный конь · g4 чёрный ферзь · d3 белая пешка · f3 белая пешка · a2 белая пешка · b2 белая пешка · c2 белая пешка · d2 белый ферзь · g2 белая пешка · h2 белая пешка · a1 белая ладья · b1 белый конь · c1 белый слон · f1 белая ладья · g1 белый король | a8 чёрная ладья · c8 чёрный слон · e8 чёрный король · f8 чёрный слон · h8 чёрная ладья · a7 чёрная пешка · b7 чёрная пешка · c7 чёрная пешка · g6 чёрная пешка · h6 чёрная пешка · d5 чёрная пешка · e5 чёрная пешка · g5 белый конь · d4 чёрный конь · g4 чёрный ферзь · d3 белая пешка · f3 белая пешка · a2 белая пешка · b2 белая пешка · c2 белая пешка · d2 белый ферзь · g2 белая пешка · h2 белая пешка · a1 белая ладья · b1 белый конь · c1 белый слон · f1 белая ладья · g1 белый король | a8 чёрная ладья · c8 чёрный слон · e8 чёрный король · f8 чёрный слон · h8 чёрная ладья · a7 чёрная пешка · b7 чёрная пешка · c7 чёрная пешка · g6 чёрная пешка · h6 чёрная пешка · d5 чёрная пешка · e5 чёрная пешка · g5 белый конь · d4 чёрный конь · g4 чёрный ферзь · d3 белая пешка · f3 белая пешка · a2 белая пешка · b2 белая пешка · c2 белая пешка · d2 белый ферзь · g2 белая пешка · h2 белая пешка · a1 белая ладья · b1 белый конь · c1 белый слон · f1 белая ладья · g1 белый король | 5 |
| 4 | a8 чёрная ладья · c8 чёрный слон · e8 чёрный король · f8 чёрный слон · h8 чёрная ладья · a7 чёрная пешка · b7 чёрная пешка · c7 чёрная пешка · g6 чёрная пешка · h6 чёрная пешка · d5 чёрная пешка · e5 чёрная пешка · g5 белый конь · d4 чёрный конь · g4 чёрный ферзь · d3 белая пешка · f3 белая пешка · a2 белая пешка · b2 белая пешка · c2 белая пешка · d2 белый ферзь · g2 белая пешка · h2 белая пешка · a1 белая ладья · b1 белый конь · c1 белый слон · f1 белая ладья · g1 белый король | a8 чёрная ладья · c8 чёрный слон · e8 чёрный король · f8 чёрный слон · h8 чёрная ладья · a7 чёрная пешка · b7 чёрная пешка · c7 чёрная пешка · g6 чёрная пешка · h6 чёрная пешка · d5 чёрная пешка · e5 чёрная пешка · g5 белый конь · d4 чёрный конь · g4 чёрный ферзь · d3 белая пешка · f3 белая пешка · a2 белая пешка · b2 белая пешка · c2 белая пешка · d2 белый ферзь · g2 белая пешка · h2 белая пешка · a1 белая ладья · b1 белый конь · c1 белый слон · f1 белая ладья · g1 белый король | a8 чёрная ладья · c8 чёрный слон · e8 чёрный король · f8 чёрный слон · h8 чёрная ладья · a7 чёрная пешка · b7 чёрная пешка · c7 чёрная пешка · g6 чёрная пешка · h6 чёрная пешка · d5 чёрная пешка · e5 чёрная пешка · g5 белый конь · d4 чёрный конь · g4 чёрный ферзь · d3 белая пешка · f3 белая пешка · a2 белая пешка · b2 белая пешка · c2 белая пешка · d2 белый ферзь · g2 белая пешка · h2 белая пешка · a1 белая ладья · b1 белый конь · c1 белый слон · f1 белая ладья · g1 белый король | a8 чёрная ладья · c8 чёрный слон · e8 чёрный король · f8 чёрный слон · h8 чёрная ладья · a7 чёрная пешка · b7 чёрная пешка · c7 чёрная пешка · g6 чёрная пешка · h6 чёрная пешка · d5 чёрная пешка · e5 чёрная пешка · g5 белый конь · d4 чёрный конь · g4 чёрный ферзь · d3 белая пешка · f3 белая пешка · a2 белая пешка · b2 белая пешка · c2 белая пешка · d2 белый ферзь · g2 белая пешка · h2 белая пешка · a1 белая ладья · b1 белый конь · c1 белый слон · f1 белая ладья · g1 белый король | a8 чёрная ладья · c8 чёрный слон · e8 чёрный король · f8 чёрный слон · h8 чёрная ладья · a7 чёрная пешка · b7 чёрная пешка · c7 чёрная пешка · g6 чёрная пешка · h6 чёрная пешка · d5 чёрная пешка · e5 чёрная пешка · g5 белый конь · d4 чёрный конь · g4 чёрный ферзь · d3 белая пешка · f3 белая пешка · a2 белая пешка · b2 белая пешка · c2 белая пешка · d2 белый ферзь · g2 белая пешка · h2 белая пешка · a1 белая ладья · b1 белый конь · c1 белый слон · f1 белая ладья · g1 белый король | a8 чёрная ладья · c8 чёрный слон · e8 чёрный король · f8 чёрный слон · h8 чёрная ладья · a7 чёрная пешка · b7 чёрная пешка · c7 чёрная пешка · g6 чёрная пешка · h6 чёрная пешка · d5 чёрная пешка · e5 чёрная пешка · g5 белый конь · d4 чёрный конь · g4 чёрный ферзь · d3 белая пешка · f3 белая пешка · a2 белая пешка · b2 белая пешка · c2 белая пешка · d2 белый ферзь · g2 белая пешка · h2 белая пешка · a1 белая ладья · b1 белый конь · c1 белый слон · f1 белая ладья · g1 белый король | a8 чёрная ладья · c8 чёрный слон · e8 чёрный король · f8 чёрный слон · h8 чёрная ладья · a7 чёрная пешка · b7 чёрная пешка · c7 чёрная пешка · g6 чёрная пешка · h6 чёрная пешка · d5 чёрная пешка · e5 чёрная пешка · g5 белый конь · d4 чёрный конь · g4 чёрный ферзь · d3 белая пешка · f3 белая пешка · a2 белая пешка · b2 белая пешка · c2 белая пешка · d2 белый ферзь · g2 белая пешка · h2 белая пешка · a1 белая ладья · b1 белый конь · c1 белый слон · f1 белая ладья · g1 белый король | a8 чёрная ладья · c8 чёрный слон · e8 чёрный король · f8 чёрный слон · h8 чёрная ладья · a7 чёрная пешка · b7 чёрная пешка · c7 чёрная пешка · g6 чёрная пешка · h6 чёрная пешка · d5 чёрная пешка · e5 чёрная пешка · g5 белый конь · d4 чёрный конь · g4 чёрный ферзь · d3 белая пешка · f3 белая пешка · a2 белая пешка · b2 белая пешка · c2 белая пешка · d2 белый ферзь · g2 белая пешка · h2 белая пешка · a1 белая ладья · b1 белый конь · c1 белый слон · f1 белая ладья · g1 белый король | 4 |
| 3 | a8 чёрная ладья · c8 чёрный слон · e8 чёрный король · f8 чёрный слон · h8 чёрная ладья · a7 чёрная пешка · b7 чёрная пешка · c7 чёрная пешка · g6 чёрная пешка · h6 чёрная пешка · d5 чёрная пешка · e5 чёрная пешка · g5 белый конь · d4 чёрный конь · g4 чёрный ферзь · d3 белая пешка · f3 белая пешка · a2 белая пешка · b2 белая пешка · c2 белая пешка · d2 белый ферзь · g2 белая пешка · h2 белая пешка · a1 белая ладья · b1 белый конь · c1 белый слон · f1 белая ладья · g1 белый король | a8 чёрная ладья · c8 чёрный слон · e8 чёрный король · f8 чёрный слон · h8 чёрная ладья · a7 чёрная пешка · b7 чёрная пешка · c7 чёрная пешка · g6 чёрная пешка · h6 чёрная пешка · d5 чёрная пешка · e5 чёрная пешка · g5 белый конь · d4 чёрный конь · g4 чёрный ферзь · d3 белая пешка · f3 белая пешка · a2 белая пешка · b2 белая пешка · c2 белая пешка · d2 белый ферзь · g2 белая пешка · h2 белая пешка · a1 белая ладья · b1 белый конь · c1 белый слон · f1 белая ладья · g1 белый король | a8 чёрная ладья · c8 чёрный слон · e8 чёрный король · f8 чёрный слон · h8 чёрная ладья · a7 чёрная пешка · b7 чёрная пешка · c7 чёрная пешка · g6 чёрная пешка · h6 чёрная пешка · d5 чёрная пешка · e5 чёрная пешка · g5 белый конь · d4 чёрный конь · g4 чёрный ферзь · d3 белая пешка · f3 белая пешка · a2 белая пешка · b2 белая пешка · c2 белая пешка · d2 белый ферзь · g2 белая пешка · h2 белая пешка · a1 белая ладья · b1 белый конь · c1 белый слон · f1 белая ладья · g1 белый король | a8 чёрная ладья · c8 чёрный слон · e8 чёрный король · f8 чёрный слон · h8 чёрная ладья · a7 чёрная пешка · b7 чёрная пешка · c7 чёрная пешка · g6 чёрная пешка · h6 чёрная пешка · d5 чёрная пешка · e5 чёрная пешка · g5 белый конь · d4 чёрный конь · g4 чёрный ферзь · d3 белая пешка · f3 белая пешка · a2 белая пешка · b2 белая пешка · c2 белая пешка · d2 белый ферзь · g2 белая пешка · h2 белая пешка · a1 белая ладья · b1 белый конь · c1 белый слон · f1 белая ладья · g1 белый король | a8 чёрная ладья · c8 чёрный слон · e8 чёрный король · f8 чёрный слон · h8 чёрная ладья · a7 чёрная пешка · b7 чёрная пешка · c7 чёрная пешка · g6 чёрная пешка · h6 чёрная пешка · d5 чёрная пешка · e5 чёрная пешка · g5 белый конь · d4 чёрный конь · g4 чёрный ферзь · d3 белая пешка · f3 белая пешка · a2 белая пешка · b2 белая пешка · c2 белая пешка · d2 белый ферзь · g2 белая пешка · h2 белая пешка · a1 белая ладья · b1 белый конь · c1 белый слон · f1 белая ладья · g1 белый король | a8 чёрная ладья · c8 чёрный слон · e8 чёрный король · f8 чёрный слон · h8 чёрная ладья · a7 чёрная пешка · b7 чёрная пешка · c7 чёрная пешка · g6 чёрная пешка · h6 чёрная пешка · d5 чёрная пешка · e5 чёрная пешка · g5 белый конь · d4 чёрный конь · g4 чёрный ферзь · d3 белая пешка · f3 белая пешка · a2 белая пешка · b2 белая пешка · c2 белая пешка · d2 белый ферзь · g2 белая пешка · h2 белая пешка · a1 белая ладья · b1 белый конь · c1 белый слон · f1 белая ладья · g1 белый король | a8 чёрная ладья · c8 чёрный слон · e8 чёрный король · f8 чёрный слон · h8 чёрная ладья · a7 чёрная пешка · b7 чёрная пешка · c7 чёрная пешка · g6 чёрная пешка · h6 чёрная пешка · d5 чёрная пешка · e5 чёрная пешка · g5 белый конь · d4 чёрный конь · g4 чёрный ферзь · d3 белая пешка · f3 белая пешка · a2 белая пешка · b2 белая пешка · c2 белая пешка · d2 белый ферзь · g2 белая пешка · h2 белая пешка · a1 белая ладья · b1 белый конь · c1 белый слон · f1 белая ладья · g1 белый король | a8 чёрная ладья · c8 чёрный слон · e8 чёрный король · f8 чёрный слон · h8 чёрная ладья · a7 чёрная пешка · b7 чёрная пешка · c7 чёрная пешка · g6 чёрная пешка · h6 чёрная пешка · d5 чёрная пешка · e5 чёрная пешка · g5 белый конь · d4 чёрный конь · g4 чёрный ферзь · d3 белая пешка · f3 белая пешка · a2 белая пешка · b2 белая пешка · c2 белая пешка · d2 белый ферзь · g2 белая пешка · h2 белая пешка · a1 белая ладья · b1 белый конь · c1 белый слон · f1 белая ладья · g1 белый король | 3 |
| 2 | a8 чёрная ладья · c8 чёрный слон · e8 чёрный король · f8 чёрный слон · h8 чёрная ладья · a7 чёрная пешка · b7 чёрная пешка · c7 чёрная пешка · g6 чёрная пешка · h6 чёрная пешка · d5 чёрная пешка · e5 чёрная пешка · g5 белый конь · d4 чёрный конь · g4 чёрный ферзь · d3 белая пешка · f3 белая пешка · a2 белая пешка · b2 белая пешка · c2 белая пешка · d2 белый ферзь · g2 белая пешка · h2 белая пешка · a1 белая ладья · b1 белый конь · c1 белый слон · f1 белая ладья · g1 белый король | a8 чёрная ладья · c8 чёрный слон · e8 чёрный король · f8 чёрный слон · h8 чёрная ладья · a7 чёрная пешка · b7 чёрная пешка · c7 чёрная пешка · g6 чёрная пешка · h6 чёрная пешка · d5 чёрная пешка · e5 чёрная пешка · g5 белый конь · d4 чёрный конь · g4 чёрный ферзь · d3 белая пешка · f3 белая пешка · a2 белая пешка · b2 белая пешка · c2 белая пешка · d2 белый ферзь · g2 белая пешка · h2 белая пешка · a1 белая ладья · b1 белый конь · c1 белый слон · f1 белая ладья · g1 белый король | a8 чёрная ладья · c8 чёрный слон · e8 чёрный король · f8 чёрный слон · h8 чёрная ладья · a7 чёрная пешка · b7 чёрная пешка · c7 чёрная пешка · g6 чёрная пешка · h6 чёрная пешка · d5 чёрная пешка · e5 чёрная пешка · g5 белый конь · d4 чёрный конь · g4 чёрный ферзь · d3 белая пешка · f3 белая пешка · a2 белая пешка · b2 белая пешка · c2 белая пешка · d2 белый ферзь · g2 белая пешка · h2 белая пешка · a1 белая ладья · b1 белый конь · c1 белый слон · f1 белая ладья · g1 белый король | a8 чёрная ладья · c8 чёрный слон · e8 чёрный король · f8 чёрный слон · h8 чёрная ладья · a7 чёрная пешка · b7 чёрная пешка · c7 чёрная пешка · g6 чёрная пешка · h6 чёрная пешка · d5 чёрная пешка · e5 чёрная пешка · g5 белый конь · d4 чёрный конь · g4 чёрный ферзь · d3 белая пешка · f3 белая пешка · a2 белая пешка · b2 белая пешка · c2 белая пешка · d2 белый ферзь · g2 белая пешка · h2 белая пешка · a1 белая ладья · b1 белый конь · c1 белый слон · f1 белая ладья · g1 белый король | a8 чёрная ладья · c8 чёрный слон · e8 чёрный король · f8 чёрный слон · h8 чёрная ладья · a7 чёрная пешка · b7 чёрная пешка · c7 чёрная пешка · g6 чёрная пешка · h6 чёрная пешка · d5 чёрная пешка · e5 чёрная пешка · g5 белый конь · d4 чёрный конь · g4 чёрный ферзь · d3 белая пешка · f3 белая пешка · a2 белая пешка · b2 белая пешка · c2 белая пешка · d2 белый ферзь · g2 белая пешка · h2 белая пешка · a1 белая ладья · b1 белый конь · c1 белый слон · f1 белая ладья · g1 белый король | a8 чёрная ладья · c8 чёрный слон · e8 чёрный король · f8 чёрный слон · h8 чёрная ладья · a7 чёрная пешка · b7 чёрная пешка · c7 чёрная пешка · g6 чёрная пешка · h6 чёрная пешка · d5 чёрная пешка · e5 чёрная пешка · g5 белый конь · d4 чёрный конь · g4 чёрный ферзь · d3 белая пешка · f3 белая пешка · a2 белая пешка · b2 белая пешка · c2 белая пешка · d2 белый ферзь · g2 белая пешка · h2 белая пешка · a1 белая ладья · b1 белый конь · c1 белый слон · f1 белая ладья · g1 белый король | a8 чёрная ладья · c8 чёрный слон · e8 чёрный король · f8 чёрный слон · h8 чёрная ладья · a7 чёрная пешка · b7 чёрная пешка · c7 чёрная пешка · g6 чёрная пешка · h6 чёрная пешка · d5 чёрная пешка · e5 чёрная пешка · g5 белый конь · d4 чёрный конь · g4 чёрный ферзь · d3 белая пешка · f3 белая пешка · a2 белая пешка · b2 белая пешка · c2 белая пешка · d2 белый ферзь · g2 белая пешка · h2 белая пешка · a1 белая ладья · b1 белый конь · c1 белый слон · f1 белая ладья · g1 белый король | a8 чёрная ладья · c8 чёрный слон · e8 чёрный король · f8 чёрный слон · h8 чёрная ладья · a7 чёрная пешка · b7 чёрная пешка · c7 чёрная пешка · g6 чёрная пешка · h6 чёрная пешка · d5 чёрная пешка · e5 чёрная пешка · g5 белый конь · d4 чёрный конь · g4 чёрный ферзь · d3 белая пешка · f3 белая пешка · a2 белая пешка · b2 белая пешка · c2 белая пешка · d2 белый ферзь · g2 белая пешка · h2 белая пешка · a1 белая ладья · b1 белый конь · c1 белый слон · f1 белая ладья · g1 белый король | 2 |
| 1 | a8 чёрная ладья · c8 чёрный слон · e8 чёрный король · f8 чёрный слон · h8 чёрная ладья · a7 чёрная пешка · b7 чёрная пешка · c7 чёрная пешка · g6 чёрная пешка · h6 чёрная пешка · d5 чёрная пешка · e5 чёрная пешка · g5 белый конь · d4 чёрный конь · g4 чёрный ферзь · d3 белая пешка · f3 белая пешка · a2 белая пешка · b2 белая пешка · c2 белая пешка · d2 белый ферзь · g2 белая пешка · h2 белая пешка · a1 белая ладья · b1 белый конь · c1 белый слон · f1 белая ладья · g1 белый король | a8 чёрная ладья · c8 чёрный слон · e8 чёрный король · f8 чёрный слон · h8 чёрная ладья · a7 чёрная пешка · b7 чёрная пешка · c7 чёрная пешка · g6 чёрная пешка · h6 чёрная пешка · d5 чёрная пешка · e5 чёрная пешка · g5 белый конь · d4 чёрный конь · g4 чёрный ферзь · d3 белая пешка · f3 белая пешка · a2 белая пешка · b2 белая пешка · c2 белая пешка · d2 белый ферзь · g2 белая пешка · h2 белая пешка · a1 белая ладья · b1 белый конь · c1 белый слон · f1 белая ладья · g1 белый король | a8 чёрная ладья · c8 чёрный слон · e8 чёрный король · f8 чёрный слон · h8 чёрная ладья · a7 чёрная пешка · b7 чёрная пешка · c7 чёрная пешка · g6 чёрная пешка · h6 чёрная пешка · d5 чёрная пешка · e5 чёрная пешка · g5 белый конь · d4 чёрный конь · g4 чёрный ферзь · d3 белая пешка · f3 белая пешка · a2 белая пешка · b2 белая пешка · c2 белая пешка · d2 белый ферзь · g2 белая пешка · h2 белая пешка · a1 белая ладья · b1 белый конь · c1 белый слон · f1 белая ладья · g1 белый король | a8 чёрная ладья · c8 чёрный слон · e8 чёрный король · f8 чёрный слон · h8 чёрная ладья · a7 чёрная пешка · b7 чёрная пешка · c7 чёрная пешка · g6 чёрная пешка · h6 чёрная пешка · d5 чёрная пешка · e5 чёрная пешка · g5 белый конь · d4 чёрный конь · g4 чёрный ферзь · d3 белая пешка · f3 белая пешка · a2 белая пешка · b2 белая пешка · c2 белая пешка · d2 белый ферзь · g2 белая пешка · h2 белая пешка · a1 белая ладья · b1 белый конь · c1 белый слон · f1 белая ладья · g1 белый король | a8 чёрная ладья · c8 чёрный слон · e8 чёрный король · f8 чёрный слон · h8 чёрная ладья · a7 чёрная пешка · b7 чёрная пешка · c7 чёрная пешка · g6 чёрная пешка · h6 чёрная пешка · d5 чёрная пешка · e5 чёрная пешка · g5 белый конь · d4 чёрный конь · g4 чёрный ферзь · d3 белая пешка · f3 белая пешка · a2 белая пешка · b2 белая пешка · c2 белая пешка · d2 белый ферзь · g2 белая пешка · h2 белая пешка · a1 белая ладья · b1 белый конь · c1 белый слон · f1 белая ладья · g1 белый король | a8 чёрная ладья · c8 чёрный слон · e8 чёрный король · f8 чёрный слон · h8 чёрная ладья · a7 чёрная пешка · b7 чёрная пешка · c7 чёрная пешка · g6 чёрная пешка · h6 чёрная пешка · d5 чёрная пешка · e5 чёрная пешка · g5 белый конь · d4 чёрный конь · g4 чёрный ферзь · d3 белая пешка · f3 белая пешка · a2 белая пешка · b2 белая пешка · c2 белая пешка · d2 белый ферзь · g2 белая пешка · h2 белая пешка · a1 белая ладья · b1 белый конь · c1 белый слон · f1 белая ладья · g1 белый король | a8 чёрная ладья · c8 чёрный слон · e8 чёрный король · f8 чёрный слон · h8 чёрная ладья · a7 чёрная пешка · b7 чёрная пешка · c7 чёрная пешка · g6 чёрная пешка · h6 чёрная пешка · d5 чёрная пешка · e5 чёрная пешка · g5 белый конь · d4 чёрный конь · g4 чёрный ферзь · d3 белая пешка · f3 белая пешка · a2 белая пешка · b2 белая пешка · c2 белая пешка · d2 белый ферзь · g2 белая пешка · h2 белая пешка · a1 белая ладья · b1 белый конь · c1 белый слон · f1 белая ладья · g1 белый король | a8 чёрная ладья · c8 чёрный слон · e8 чёрный король · f8 чёрный слон · h8 чёрная ладья · a7 чёрная пешка · b7 чёрная пешка · c7 чёрная пешка · g6 чёрная пешка · h6 чёрная пешка · d5 чёрная пешка · e5 чёрная пешка · g5 белый конь · d4 чёрный конь · g4 чёрный ферзь · d3 белая пешка · f3 белая пешка · a2 белая пешка · b2 белая пешка · c2 белая пешка · d2 белый ферзь · g2 белая пешка · h2 белая пешка · a1 белая ладья · b1 белый конь · c1 белый слон · f1 белая ладья · g1 белый король | 1 |
|   | a | b | c | d | e | f | g | h |   |

|   | a | b | c | d | e | f | g | h |   |
| - | --- | --- | --- | --- | --- | --- | --- | --- | - |
| 8 | a8 чёрная ладья · c8 чёрный слон · e8 чёрный король · h8 чёрная ладья · a7 чёрная пешка · b7 чёрная пешка · c7 чёрная пешка · g6 чёрная пешка · c5 чёрный слон · d5 чёрная пешка · e5 чёрная пешка · g5 чёрная пешка · g4 белая пешка · d3 белая пешка · g3 белая пешка · a2 белая пешка · b2 белая пешка · c2 белая пешка · d2 белый ферзь · g2 белая пешка · a1 белая ладья · b1 белый конь · c1 белый слон · f1 белая ладья · h1 белый король | a8 чёрная ладья · c8 чёрный слон · e8 чёрный король · h8 чёрная ладья · a7 чёрная пешка · b7 чёрная пешка · c7 чёрная пешка · g6 чёрная пешка · c5 чёрный слон · d5 чёрная пешка · e5 чёрная пешка · g5 чёрная пешка · g4 белая пешка · d3 белая пешка · g3 белая пешка · a2 белая пешка · b2 белая пешка · c2 белая пешка · d2 белый ферзь · g2 белая пешка · a1 белая ладья · b1 белый конь · c1 белый слон · f1 белая ладья · h1 белый король | a8 чёрная ладья · c8 чёрный слон · e8 чёрный король · h8 чёрная ладья · a7 чёрная пешка · b7 чёрная пешка · c7 чёрная пешка · g6 чёрная пешка · c5 чёрный слон · d5 чёрная пешка · e5 чёрная пешка · g5 чёрная пешка · g4 белая пешка · d3 белая пешка · g3 белая пешка · a2 белая пешка · b2 белая пешка · c2 белая пешка · d2 белый ферзь · g2 белая пешка · a1 белая ладья · b1 белый конь · c1 белый слон · f1 белая ладья · h1 белый король | a8 чёрная ладья · c8 чёрный слон · e8 чёрный король · h8 чёрная ладья · a7 чёрная пешка · b7 чёрная пешка · c7 чёрная пешка · g6 чёрная пешка · c5 чёрный слон · d5 чёрная пешка · e5 чёрная пешка · g5 чёрная пешка · g4 белая пешка · d3 белая пешка · g3 белая пешка · a2 белая пешка · b2 белая пешка · c2 белая пешка · d2 белый ферзь · g2 белая пешка · a1 белая ладья · b1 белый конь · c1 белый слон · f1 белая ладья · h1 белый король | a8 чёрная ладья · c8 чёрный слон · e8 чёрный король · h8 чёрная ладья · a7 чёрная пешка · b7 чёрная пешка · c7 чёрная пешка · g6 чёрная пешка · c5 чёрный слон · d5 чёрная пешка · e5 чёрная пешка · g5 чёрная пешка · g4 белая пешка · d3 белая пешка · g3 белая пешка · a2 белая пешка · b2 белая пешка · c2 белая пешка · d2 белый ферзь · g2 белая пешка · a1 белая ладья · b1 белый конь · c1 белый слон · f1 белая ладья · h1 белый король | a8 чёрная ладья · c8 чёрный слон · e8 чёрный король · h8 чёрная ладья · a7 чёрная пешка · b7 чёрная пешка · c7 чёрная пешка · g6 чёрная пешка · c5 чёрный слон · d5 чёрная пешка · e5 чёрная пешка · g5 чёрная пешка · g4 белая пешка · d3 белая пешка · g3 белая пешка · a2 белая пешка · b2 белая пешка · c2 белая пешка · d2 белый ферзь · g2 белая пешка · a1 белая ладья · b1 белый конь · c1 белый слон · f1 белая ладья · h1 белый король | a8 чёрная ладья · c8 чёрный слон · e8 чёрный король · h8 чёрная ладья · a7 чёрная пешка · b7 чёрная пешка · c7 чёрная пешка · g6 чёрная пешка · c5 чёрный слон · d5 чёрная пешка · e5 чёрная пешка · g5 чёрная пешка · g4 белая пешка · d3 белая пешка · g3 белая пешка · a2 белая пешка · b2 белая пешка · c2 белая пешка · d2 белый ферзь · g2 белая пешка · a1 белая ладья · b1 белый конь · c1 белый слон · f1 белая ладья · h1 белый король | a8 чёрная ладья · c8 чёрный слон · e8 чёрный король · h8 чёрная ладья · a7 чёрная пешка · b7 чёрная пешка · c7 чёрная пешка · g6 чёрная пешка · c5 чёрный слон · d5 чёрная пешка · e5 чёрная пешка · g5 чёрная пешка · g4 белая пешка · d3 белая пешка · g3 белая пешка · a2 белая пешка · b2 белая пешка · c2 белая пешка · d2 белый ферзь · g2 белая пешка · a1 белая ладья · b1 белый конь · c1 белый слон · f1 белая ладья · h1 белый король | 8 |
| 7 | a8 чёрная ладья · c8 чёрный слон · e8 чёрный король · h8 чёрная ладья · a7 чёрная пешка · b7 чёрная пешка · c7 чёрная пешка · g6 чёрная пешка · c5 чёрный слон · d5 чёрная пешка · e5 чёрная пешка · g5 чёрная пешка · g4 белая пешка · d3 белая пешка · g3 белая пешка · a2 белая пешка · b2 белая пешка · c2 белая пешка · d2 белый ферзь · g2 белая пешка · a1 белая ладья · b1 белый конь · c1 белый слон · f1 белая ладья · h1 белый король | a8 чёрная ладья · c8 чёрный слон · e8 чёрный король · h8 чёрная ладья · a7 чёрная пешка · b7 чёрная пешка · c7 чёрная пешка · g6 чёрная пешка · c5 чёрный слон · d5 чёрная пешка · e5 чёрная пешка · g5 чёрная пешка · g4 белая пешка · d3 белая пешка · g3 белая пешка · a2 белая пешка · b2 белая пешка · c2 белая пешка · d2 белый ферзь · g2 белая пешка · a1 белая ладья · b1 белый конь · c1 белый слон · f1 белая ладья · h1 белый король | a8 чёрная ладья · c8 чёрный слон · e8 чёрный король · h8 чёрная ладья · a7 чёрная пешка · b7 чёрная пешка · c7 чёрная пешка · g6 чёрная пешка · c5 чёрный слон · d5 чёрная пешка · e5 чёрная пешка · g5 чёрная пешка · g4 белая пешка · d3 белая пешка · g3 белая пешка · a2 белая пешка · b2 белая пешка · c2 белая пешка · d2 белый ферзь · g2 белая пешка · a1 белая ладья · b1 белый конь · c1 белый слон · f1 белая ладья · h1 белый король | a8 чёрная ладья · c8 чёрный слон · e8 чёрный король · h8 чёрная ладья · a7 чёрная пешка · b7 чёрная пешка · c7 чёрная пешка · g6 чёрная пешка · c5 чёрный слон · d5 чёрная пешка · e5 чёрная пешка · g5 чёрная пешка · g4 белая пешка · d3 белая пешка · g3 белая пешка · a2 белая пешка · b2 белая пешка · c2 белая пешка · d2 белый ферзь · g2 белая пешка · a1 белая ладья · b1 белый конь · c1 белый слон · f1 белая ладья · h1 белый король | a8 чёрная ладья · c8 чёрный слон · e8 чёрный король · h8 чёрная ладья · a7 чёрная пешка · b7 чёрная пешка · c7 чёрная пешка · g6 чёрная пешка · c5 чёрный слон · d5 чёрная пешка · e5 чёрная пешка · g5 чёрная пешка · g4 белая пешка · d3 белая пешка · g3 белая пешка · a2 белая пешка · b2 белая пешка · c2 белая пешка · d2 белый ферзь · g2 белая пешка · a1 белая ладья · b1 белый конь · c1 белый слон · f1 белая ладья · h1 белый король | a8 чёрная ладья · c8 чёрный слон · e8 чёрный король · h8 чёрная ладья · a7 чёрная пешка · b7 чёрная пешка · c7 чёрная пешка · g6 чёрная пешка · c5 чёрный слон · d5 чёрная пешка · e5 чёрная пешка · g5 чёрная пешка · g4 белая пешка · d3 белая пешка · g3 белая пешка · a2 белая пешка · b2 белая пешка · c2 белая пешка · d2 белый ферзь · g2 белая пешка · a1 белая ладья · b1 белый конь · c1 белый слон · f1 белая ладья · h1 белый король | a8 чёрная ладья · c8 чёрный слон · e8 чёрный король · h8 чёрная ладья · a7 чёрная пешка · b7 чёрная пешка · c7 чёрная пешка · g6 чёрная пешка · c5 чёрный слон · d5 чёрная пешка · e5 чёрная пешка · g5 чёрная пешка · g4 белая пешка · d3 белая пешка · g3 белая пешка · a2 белая пешка · b2 белая пешка · c2 белая пешка · d2 белый ферзь · g2 белая пешка · a1 белая ладья · b1 белый конь · c1 белый слон · f1 белая ладья · h1 белый король | a8 чёрная ладья · c8 чёрный слон · e8 чёрный король · h8 чёрная ладья · a7 чёрная пешка · b7 чёрная пешка · c7 чёрная пешка · g6 чёрная пешка · c5 чёрный слон · d5 чёрная пешка · e5 чёрная пешка · g5 чёрная пешка · g4 белая пешка · d3 белая пешка · g3 белая пешка · a2 белая пешка · b2 белая пешка · c2 белая пешка · d2 белый ферзь · g2 белая пешка · a1 белая ладья · b1 белый конь · c1 белый слон · f1 белая ладья · h1 белый король | 7 |
| 6 | a8 чёрная ладья · c8 чёрный слон · e8 чёрный король · h8 чёрная ладья · a7 чёрная пешка · b7 чёрная пешка · c7 чёрная пешка · g6 чёрная пешка · c5 чёрный слон · d5 чёрная пешка · e5 чёрная пешка · g5 чёрная пешка · g4 белая пешка · d3 белая пешка · g3 белая пешка · a2 белая пешка · b2 белая пешка · c2 белая пешка · d2 белый ферзь · g2 белая пешка · a1 белая ладья · b1 белый конь · c1 белый слон · f1 белая ладья · h1 белый король | a8 чёрная ладья · c8 чёрный слон · e8 чёрный король · h8 чёрная ладья · a7 чёрная пешка · b7 чёрная пешка · c7 чёрная пешка · g6 чёрная пешка · c5 чёрный слон · d5 чёрная пешка · e5 чёрная пешка · g5 чёрная пешка · g4 белая пешка · d3 белая пешка · g3 белая пешка · a2 белая пешка · b2 белая пешка · c2 белая пешка · d2 белый ферзь · g2 белая пешка · a1 белая ладья · b1 белый конь · c1 белый слон · f1 белая ладья · h1 белый король | a8 чёрная ладья · c8 чёрный слон · e8 чёрный король · h8 чёрная ладья · a7 чёрная пешка · b7 чёрная пешка · c7 чёрная пешка · g6 чёрная пешка · c5 чёрный слон · d5 чёрная пешка · e5 чёрная пешка · g5 чёрная пешка · g4 белая пешка · d3 белая пешка · g3 белая пешка · a2 белая пешка · b2 белая пешка · c2 белая пешка · d2 белый ферзь · g2 белая пешка · a1 белая ладья · b1 белый конь · c1 белый слон · f1 белая ладья · h1 белый король | a8 чёрная ладья · c8 чёрный слон · e8 чёрный король · h8 чёрная ладья · a7 чёрная пешка · b7 чёрная пешка · c7 чёрная пешка · g6 чёрная пешка · c5 чёрный слон · d5 чёрная пешка · e5 чёрная пешка · g5 чёрная пешка · g4 белая пешка · d3 белая пешка · g3 белая пешка · a2 белая пешка · b2 белая пешка · c2 белая пешка · d2 белый ферзь · g2 белая пешка · a1 белая ладья · b1 белый конь · c1 белый слон · f1 белая ладья · h1 белый король | a8 чёрная ладья · c8 чёрный слон · e8 чёрный король · h8 чёрная ладья · a7 чёрная пешка · b7 чёрная пешка · c7 чёрная пешка · g6 чёрная пешка · c5 чёрный слон · d5 чёрная пешка · e5 чёрная пешка · g5 чёрная пешка · g4 белая пешка · d3 белая пешка · g3 белая пешка · a2 белая пешка · b2 белая пешка · c2 белая пешка · d2 белый ферзь · g2 белая пешка · a1 белая ладья · b1 белый конь · c1 белый слон · f1 белая ладья · h1 белый король | a8 чёрная ладья · c8 чёрный слон · e8 чёрный король · h8 чёрная ладья · a7 чёрная пешка · b7 чёрная пешка · c7 чёрная пешка · g6 чёрная пешка · c5 чёрный слон · d5 чёрная пешка · e5 чёрная пешка · g5 чёрная пешка · g4 белая пешка · d3 белая пешка · g3 белая пешка · a2 белая пешка · b2 белая пешка · c2 белая пешка · d2 белый ферзь · g2 белая пешка · a1 белая ладья · b1 белый конь · c1 белый слон · f1 белая ладья · h1 белый король | a8 чёрная ладья · c8 чёрный слон · e8 чёрный король · h8 чёрная ладья · a7 чёрная пешка · b7 чёрная пешка · c7 чёрная пешка · g6 чёрная пешка · c5 чёрный слон · d5 чёрная пешка · e5 чёрная пешка · g5 чёрная пешка · g4 белая пешка · d3 белая пешка · g3 белая пешка · a2 белая пешка · b2 белая пешка · c2 белая пешка · d2 белый ферзь · g2 белая пешка · a1 белая ладья · b1 белый конь · c1 белый слон · f1 белая ладья · h1 белый король | a8 чёрная ладья · c8 чёрный слон · e8 чёрный король · h8 чёрная ладья · a7 чёрная пешка · b7 чёрная пешка · c7 чёрная пешка · g6 чёрная пешка · c5 чёрный слон · d5 чёрная пешка · e5 чёрная пешка · g5 чёрная пешка · g4 белая пешка · d3 белая пешка · g3 белая пешка · a2 белая пешка · b2 белая пешка · c2 белая пешка · d2 белый ферзь · g2 белая пешка · a1 белая ладья · b1 белый конь · c1 белый слон · f1 белая ладья · h1 белый король | 6 |
| 5 | a8 чёрная ладья · c8 чёрный слон · e8 чёрный король · h8 чёрная ладья · a7 чёрная пешка · b7 чёрная пешка · c7 чёрная пешка · g6 чёрная пешка · c5 чёрный слон · d5 чёрная пешка · e5 чёрная пешка · g5 чёрная пешка · g4 белая пешка · d3 белая пешка · g3 белая пешка · a2 белая пешка · b2 белая пешка · c2 белая пешка · d2 белый ферзь · g2 белая пешка · a1 белая ладья · b1 белый конь · c1 белый слон · f1 белая ладья · h1 белый король | a8 чёрная ладья · c8 чёрный слон · e8 чёрный король · h8 чёрная ладья · a7 чёрная пешка · b7 чёрная пешка · c7 чёрная пешка · g6 чёрная пешка · c5 чёрный слон · d5 чёрная пешка · e5 чёрная пешка · g5 чёрная пешка · g4 белая пешка · d3 белая пешка · g3 белая пешка · a2 белая пешка · b2 белая пешка · c2 белая пешка · d2 белый ферзь · g2 белая пешка · a1 белая ладья · b1 белый конь · c1 белый слон · f1 белая ладья · h1 белый король | a8 чёрная ладья · c8 чёрный слон · e8 чёрный король · h8 чёрная ладья · a7 чёрная пешка · b7 чёрная пешка · c7 чёрная пешка · g6 чёрная пешка · c5 чёрный слон · d5 чёрная пешка · e5 чёрная пешка · g5 чёрная пешка · g4 белая пешка · d3 белая пешка · g3 белая пешка · a2 белая пешка · b2 белая пешка · c2 белая пешка · d2 белый ферзь · g2 белая пешка · a1 белая ладья · b1 белый конь · c1 белый слон · f1 белая ладья · h1 белый король | a8 чёрная ладья · c8 чёрный слон · e8 чёрный король · h8 чёрная ладья · a7 чёрная пешка · b7 чёрная пешка · c7 чёрная пешка · g6 чёрная пешка · c5 чёрный слон · d5 чёрная пешка · e5 чёрная пешка · g5 чёрная пешка · g4 белая пешка · d3 белая пешка · g3 белая пешка · a2 белая пешка · b2 белая пешка · c2 белая пешка · d2 белый ферзь · g2 белая пешка · a1 белая ладья · b1 белый конь · c1 белый слон · f1 белая ладья · h1 белый король | a8 чёрная ладья · c8 чёрный слон · e8 чёрный король · h8 чёрная ладья · a7 чёрная пешка · b7 чёрная пешка · c7 чёрная пешка · g6 чёрная пешка · c5 чёрный слон · d5 чёрная пешка · e5 чёрная пешка · g5 чёрная пешка · g4 белая пешка · d3 белая пешка · g3 белая пешка · a2 белая пешка · b2 белая пешка · c2 белая пешка · d2 белый ферзь · g2 белая пешка · a1 белая ладья · b1 белый конь · c1 белый слон · f1 белая ладья · h1 белый король | a8 чёрная ладья · c8 чёрный слон · e8 чёрный король · h8 чёрная ладья · a7 чёрная пешка · b7 чёрная пешка · c7 чёрная пешка · g6 чёрная пешка · c5 чёрный слон · d5 чёрная пешка · e5 чёрная пешка · g5 чёрная пешка · g4 белая пешка · d3 белая пешка · g3 белая пешка · a2 белая пешка · b2 белая пешка · c2 белая пешка · d2 белый ферзь · g2 белая пешка · a1 белая ладья · b1 белый конь · c1 белый слон · f1 белая ладья · h1 белый король | a8 чёрная ладья · c8 чёрный слон · e8 чёрный король · h8 чёрная ладья · a7 чёрная пешка · b7 чёрная пешка · c7 чёрная пешка · g6 чёрная пешка · c5 чёрный слон · d5 чёрная пешка · e5 чёрная пешка · g5 чёрная пешка · g4 белая пешка · d3 белая пешка · g3 белая пешка · a2 белая пешка · b2 белая пешка · c2 белая пешка · d2 белый ферзь · g2 белая пешка · a1 белая ладья · b1 белый конь · c1 белый слон · f1 белая ладья · h1 белый король | a8 чёрная ладья · c8 чёрный слон · e8 чёрный король · h8 чёрная ладья · a7 чёрная пешка · b7 чёрная пешка · c7 чёрная пешка · g6 чёрная пешка · c5 чёрный слон · d5 чёрная пешка · e5 чёрная пешка · g5 чёрная пешка · g4 белая пешка · d3 белая пешка · g3 белая пешка · a2 белая пешка · b2 белая пешка · c2 белая пешка · d2 белый ферзь · g2 белая пешка · a1 белая ладья · b1 белый конь · c1 белый слон · f1 белая ладья · h1 белый король | 5 |
| 4 | a8 чёрная ладья · c8 чёрный слон · e8 чёрный король · h8 чёрная ладья · a7 чёрная пешка · b7 чёрная пешка · c7 чёрная пешка · g6 чёрная пешка · c5 чёрный слон · d5 чёрная пешка · e5 чёрная пешка · g5 чёрная пешка · g4 белая пешка · d3 белая пешка · g3 белая пешка · a2 белая пешка · b2 белая пешка · c2 белая пешка · d2 белый ферзь · g2 белая пешка · a1 белая ладья · b1 белый конь · c1 белый слон · f1 белая ладья · h1 белый король | a8 чёрная ладья · c8 чёрный слон · e8 чёрный король · h8 чёрная ладья · a7 чёрная пешка · b7 чёрная пешка · c7 чёрная пешка · g6 чёрная пешка · c5 чёрный слон · d5 чёрная пешка · e5 чёрная пешка · g5 чёрная пешка · g4 белая пешка · d3 белая пешка · g3 белая пешка · a2 белая пешка · b2 белая пешка · c2 белая пешка · d2 белый ферзь · g2 белая пешка · a1 белая ладья · b1 белый конь · c1 белый слон · f1 белая ладья · h1 белый король | a8 чёрная ладья · c8 чёрный слон · e8 чёрный король · h8 чёрная ладья · a7 чёрная пешка · b7 чёрная пешка · c7 чёрная пешка · g6 чёрная пешка · c5 чёрный слон · d5 чёрная пешка · e5 чёрная пешка · g5 чёрная пешка · g4 белая пешка · d3 белая пешка · g3 белая пешка · a2 белая пешка · b2 белая пешка · c2 белая пешка · d2 белый ферзь · g2 белая пешка · a1 белая ладья · b1 белый конь · c1 белый слон · f1 белая ладья · h1 белый король | a8 чёрная ладья · c8 чёрный слон · e8 чёрный король · h8 чёрная ладья · a7 чёрная пешка · b7 чёрная пешка · c7 чёрная пешка · g6 чёрная пешка · c5 чёрный слон · d5 чёрная пешка · e5 чёрная пешка · g5 чёрная пешка · g4 белая пешка · d3 белая пешка · g3 белая пешка · a2 белая пешка · b2 белая пешка · c2 белая пешка · d2 белый ферзь · g2 белая пешка · a1 белая ладья · b1 белый конь · c1 белый слон · f1 белая ладья · h1 белый король | a8 чёрная ладья · c8 чёрный слон · e8 чёрный король · h8 чёрная ладья · a7 чёрная пешка · b7 чёрная пешка · c7 чёрная пешка · g6 чёрная пешка · c5 чёрный слон · d5 чёрная пешка · e5 чёрная пешка · g5 чёрная пешка · g4 белая пешка · d3 белая пешка · g3 белая пешка · a2 белая пешка · b2 белая пешка · c2 белая пешка · d2 белый ферзь · g2 белая пешка · a1 белая ладья · b1 белый конь · c1 белый слон · f1 белая ладья · h1 белый король | a8 чёрная ладья · c8 чёрный слон · e8 чёрный король · h8 чёрная ладья · a7 чёрная пешка · b7 чёрная пешка · c7 чёрная пешка · g6 чёрная пешка · c5 чёрный слон · d5 чёрная пешка · e5 чёрная пешка · g5 чёрная пешка · g4 белая пешка · d3 белая пешка · g3 белая пешка · a2 белая пешка · b2 белая пешка · c2 белая пешка · d2 белый ферзь · g2 белая пешка · a1 белая ладья · b1 белый конь · c1 белый слон · f1 белая ладья · h1 белый король | a8 чёрная ладья · c8 чёрный слон · e8 чёрный король · h8 чёрная ладья · a7 чёрная пешка · b7 чёрная пешка · c7 чёрная пешка · g6 чёрная пешка · c5 чёрный слон · d5 чёрная пешка · e5 чёрная пешка · g5 чёрная пешка · g4 белая пешка · d3 белая пешка · g3 белая пешка · a2 белая пешка · b2 белая пешка · c2 белая пешка · d2 белый ферзь · g2 белая пешка · a1 белая ладья · b1 белый конь · c1 белый слон · f1 белая ладья · h1 белый король | a8 чёрная ладья · c8 чёрный слон · e8 чёрный король · h8 чёрная ладья · a7 чёрная пешка · b7 чёрная пешка · c7 чёрная пешка · g6 чёрная пешка · c5 чёрный слон · d5 чёрная пешка · e5 чёрная пешка · g5 чёрная пешка · g4 белая пешка · d3 белая пешка · g3 белая пешка · a2 белая пешка · b2 белая пешка · c2 белая пешка · d2 белый ферзь · g2 белая пешка · a1 белая ладья · b1 белый конь · c1 белый слон · f1 белая ладья · h1 белый король | 4 |
| 3 | a8 чёрная ладья · c8 чёрный слон · e8 чёрный король · h8 чёрная ладья · a7 чёрная пешка · b7 чёрная пешка · c7 чёрная пешка · g6 чёрная пешка · c5 чёрный слон · d5 чёрная пешка · e5 чёрная пешка · g5 чёрная пешка · g4 белая пешка · d3 белая пешка · g3 белая пешка · a2 белая пешка · b2 белая пешка · c2 белая пешка · d2 белый ферзь · g2 белая пешка · a1 белая ладья · b1 белый конь · c1 белый слон · f1 белая ладья · h1 белый король | a8 чёрная ладья · c8 чёрный слон · e8 чёрный король · h8 чёрная ладья · a7 чёрная пешка · b7 чёрная пешка · c7 чёрная пешка · g6 чёрная пешка · c5 чёрный слон · d5 чёрная пешка · e5 чёрная пешка · g5 чёрная пешка · g4 белая пешка · d3 белая пешка · g3 белая пешка · a2 белая пешка · b2 белая пешка · c2 белая пешка · d2 белый ферзь · g2 белая пешка · a1 белая ладья · b1 белый конь · c1 белый слон · f1 белая ладья · h1 белый король | a8 чёрная ладья · c8 чёрный слон · e8 чёрный король · h8 чёрная ладья · a7 чёрная пешка · b7 чёрная пешка · c7 чёрная пешка · g6 чёрная пешка · c5 чёрный слон · d5 чёрная пешка · e5 чёрная пешка · g5 чёрная пешка · g4 белая пешка · d3 белая пешка · g3 белая пешка · a2 белая пешка · b2 белая пешка · c2 белая пешка · d2 белый ферзь · g2 белая пешка · a1 белая ладья · b1 белый конь · c1 белый слон · f1 белая ладья · h1 белый король | a8 чёрная ладья · c8 чёрный слон · e8 чёрный король · h8 чёрная ладья · a7 чёрная пешка · b7 чёрная пешка · c7 чёрная пешка · g6 чёрная пешка · c5 чёрный слон · d5 чёрная пешка · e5 чёрная пешка · g5 чёрная пешка · g4 белая пешка · d3 белая пешка · g3 белая пешка · a2 белая пешка · b2 белая пешка · c2 белая пешка · d2 белый ферзь · g2 белая пешка · a1 белая ладья · b1 белый конь · c1 белый слон · f1 белая ладья · h1 белый король | a8 чёрная ладья · c8 чёрный слон · e8 чёрный король · h8 чёрная ладья · a7 чёрная пешка · b7 чёрная пешка · c7 чёрная пешка · g6 чёрная пешка · c5 чёрный слон · d5 чёрная пешка · e5 чёрная пешка · g5 чёрная пешка · g4 белая пешка · d3 белая пешка · g3 белая пешка · a2 белая пешка · b2 белая пешка · c2 белая пешка · d2 белый ферзь · g2 белая пешка · a1 белая ладья · b1 белый конь · c1 белый слон · f1 белая ладья · h1 белый король | a8 чёрная ладья · c8 чёрный слон · e8 чёрный король · h8 чёрная ладья · a7 чёрная пешка · b7 чёрная пешка · c7 чёрная пешка · g6 чёрная пешка · c5 чёрный слон · d5 чёрная пешка · e5 чёрная пешка · g5 чёрная пешка · g4 белая пешка · d3 белая пешка · g3 белая пешка · a2 белая пешка · b2 белая пешка · c2 белая пешка · d2 белый ферзь · g2 белая пешка · a1 белая ладья · b1 белый конь · c1 белый слон · f1 белая ладья · h1 белый король | a8 чёрная ладья · c8 чёрный слон · e8 чёрный король · h8 чёрная ладья · a7 чёрная пешка · b7 чёрная пешка · c7 чёрная пешка · g6 чёрная пешка · c5 чёрный слон · d5 чёрная пешка · e5 чёрная пешка · g5 чёрная пешка · g4 белая пешка · d3 белая пешка · g3 белая пешка · a2 белая пешка · b2 белая пешка · c2 белая пешка · d2 белый ферзь · g2 белая пешка · a1 белая ладья · b1 белый конь · c1 белый слон · f1 белая ладья · h1 белый король | a8 чёрная ладья · c8 чёрный слон · e8 чёрный король · h8 чёрная ладья · a7 чёрная пешка · b7 чёрная пешка · c7 чёрная пешка · g6 чёрная пешка · c5 чёрный слон · d5 чёрная пешка · e5 чёрная пешка · g5 чёрная пешка · g4 белая пешка · d3 белая пешка · g3 белая пешка · a2 белая пешка · b2 белая пешка · c2 белая пешка · d2 белый ферзь · g2 белая пешка · a1 белая ладья · b1 белый конь · c1 белый слон · f1 белая ладья · h1 белый король | 3 |
| 2 | a8 чёрная ладья · c8 чёрный слон · e8 чёрный король · h8 чёрная ладья · a7 чёрная пешка · b7 чёрная пешка · c7 чёрная пешка · g6 чёрная пешка · c5 чёрный слон · d5 чёрная пешка · e5 чёрная пешка · g5 чёрная пешка · g4 белая пешка · d3 белая пешка · g3 белая пешка · a2 белая пешка · b2 белая пешка · c2 белая пешка · d2 белый ферзь · g2 белая пешка · a1 белая ладья · b1 белый конь · c1 белый слон · f1 белая ладья · h1 белый король | a8 чёрная ладья · c8 чёрный слон · e8 чёрный король · h8 чёрная ладья · a7 чёрная пешка · b7 чёрная пешка · c7 чёрная пешка · g6 чёрная пешка · c5 чёрный слон · d5 чёрная пешка · e5 чёрная пешка · g5 чёрная пешка · g4 белая пешка · d3 белая пешка · g3 белая пешка · a2 белая пешка · b2 белая пешка · c2 белая пешка · d2 белый ферзь · g2 белая пешка · a1 белая ладья · b1 белый конь · c1 белый слон · f1 белая ладья · h1 белый король | a8 чёрная ладья · c8 чёрный слон · e8 чёрный король · h8 чёрная ладья · a7 чёрная пешка · b7 чёрная пешка · c7 чёрная пешка · g6 чёрная пешка · c5 чёрный слон · d5 чёрная пешка · e5 чёрная пешка · g5 чёрная пешка · g4 белая пешка · d3 белая пешка · g3 белая пешка · a2 белая пешка · b2 белая пешка · c2 белая пешка · d2 белый ферзь · g2 белая пешка · a1 белая ладья · b1 белый конь · c1 белый слон · f1 белая ладья · h1 белый король | a8 чёрная ладья · c8 чёрный слон · e8 чёрный король · h8 чёрная ладья · a7 чёрная пешка · b7 чёрная пешка · c7 чёрная пешка · g6 чёрная пешка · c5 чёрный слон · d5 чёрная пешка · e5 чёрная пешка · g5 чёрная пешка · g4 белая пешка · d3 белая пешка · g3 белая пешка · a2 белая пешка · b2 белая пешка · c2 белая пешка · d2 белый ферзь · g2 белая пешка · a1 белая ладья · b1 белый конь · c1 белый слон · f1 белая ладья · h1 белый король | a8 чёрная ладья · c8 чёрный слон · e8 чёрный король · h8 чёрная ладья · a7 чёрная пешка · b7 чёрная пешка · c7 чёрная пешка · g6 чёрная пешка · c5 чёрный слон · d5 чёрная пешка · e5 чёрная пешка · g5 чёрная пешка · g4 белая пешка · d3 белая пешка · g3 белая пешка · a2 белая пешка · b2 белая пешка · c2 белая пешка · d2 белый ферзь · g2 белая пешка · a1 белая ладья · b1 белый конь · c1 белый слон · f1 белая ладья · h1 белый король | a8 чёрная ладья · c8 чёрный слон · e8 чёрный король · h8 чёрная ладья · a7 чёрная пешка · b7 чёрная пешка · c7 чёрная пешка · g6 чёрная пешка · c5 чёрный слон · d5 чёрная пешка · e5 чёрная пешка · g5 чёрная пешка · g4 белая пешка · d3 белая пешка · g3 белая пешка · a2 белая пешка · b2 белая пешка · c2 белая пешка · d2 белый ферзь · g2 белая пешка · a1 белая ладья · b1 белый конь · c1 белый слон · f1 белая ладья · h1 белый король | a8 чёрная ладья · c8 чёрный слон · e8 чёрный король · h8 чёрная ладья · a7 чёрная пешка · b7 чёрная пешка · c7 чёрная пешка · g6 чёрная пешка · c5 чёрный слон · d5 чёрная пешка · e5 чёрная пешка · g5 чёрная пешка · g4 белая пешка · d3 белая пешка · g3 белая пешка · a2 белая пешка · b2 белая пешка · c2 белая пешка · d2 белый ферзь · g2 белая пешка · a1 белая ладья · b1 белый конь · c1 белый слон · f1 белая ладья · h1 белый король | a8 чёрная ладья · c8 чёрный слон · e8 чёрный король · h8 чёрная ладья · a7 чёрная пешка · b7 чёрная пешка · c7 чёрная пешка · g6 чёрная пешка · c5 чёрный слон · d5 чёрная пешка · e5 чёрная пешка · g5 чёрная пешка · g4 белая пешка · d3 белая пешка · g3 белая пешка · a2 белая пешка · b2 белая пешка · c2 белая пешка · d2 белый ферзь · g2 белая пешка · a1 белая ладья · b1 белый конь · c1 белый слон · f1 белая ладья · h1 белый король | 2 |
| 1 | a8 чёрная ладья · c8 чёрный слон · e8 чёрный король · h8 чёрная ладья · a7 чёрная пешка · b7 чёрная пешка · c7 чёрная пешка · g6 чёрная пешка · c5 чёрный слон · d5 чёрная пешка · e5 чёрная пешка · g5 чёрная пешка · g4 белая пешка · d3 белая пешка · g3 белая пешка · a2 белая пешка · b2 белая пешка · c2 белая пешка · d2 белый ферзь · g2 белая пешка · a1 белая ладья · b1 белый конь · c1 белый слон · f1 белая ладья · h1 белый король | a8 чёрная ладья · c8 чёрный слон · e8 чёрный король · h8 чёрная ладья · a7 чёрная пешка · b7 чёрная пешка · c7 чёрная пешка · g6 чёрная пешка · c5 чёрный слон · d5 чёрная пешка · e5 чёрная пешка · g5 чёрная пешка · g4 белая пешка · d3 белая пешка · g3 белая пешка · a2 белая пешка · b2 белая пешка · c2 белая пешка · d2 белый ферзь · g2 белая пешка · a1 белая ладья · b1 белый конь · c1 белый слон · f1 белая ладья · h1 белый король | a8 чёрная ладья · c8 чёрный слон · e8 чёрный король · h8 чёрная ладья · a7 чёрная пешка · b7 чёрная пешка · c7 чёрная пешка · g6 чёрная пешка · c5 чёрный слон · d5 чёрная пешка · e5 чёрная пешка · g5 чёрная пешка · g4 белая пешка · d3 белая пешка · g3 белая пешка · a2 белая пешка · b2 белая пешка · c2 белая пешка · d2 белый ферзь · g2 белая пешка · a1 белая ладья · b1 белый конь · c1 белый слон · f1 белая ладья · h1 белый король | a8 чёрная ладья · c8 чёрный слон · e8 чёрный король · h8 чёрная ладья · a7 чёрная пешка · b7 чёрная пешка · c7 чёрная пешка · g6 чёрная пешка · c5 чёрный слон · d5 чёрная пешка · e5 чёрная пешка · g5 чёрная пешка · g4 белая пешка · d3 белая пешка · g3 белая пешка · a2 белая пешка · b2 белая пешка · c2 белая пешка · d2 белый ферзь · g2 белая пешка · a1 белая ладья · b1 белый конь · c1 белый слон · f1 белая ладья · h1 белый король | a8 чёрная ладья · c8 чёрный слон · e8 чёрный король · h8 чёрная ладья · a7 чёрная пешка · b7 чёрная пешка · c7 чёрная пешка · g6 чёрная пешка · c5 чёрный слон · d5 чёрная пешка · e5 чёрная пешка · g5 чёрная пешка · g4 белая пешка · d3 белая пешка · g3 белая пешка · a2 белая пешка · b2 белая пешка · c2 белая пешка · d2 белый ферзь · g2 белая пешка · a1 белая ладья · b1 белый конь · c1 белый слон · f1 белая ладья · h1 белый король | a8 чёрная ладья · c8 чёрный слон · e8 чёрный король · h8 чёрная ладья · a7 чёрная пешка · b7 чёрная пешка · c7 чёрная пешка · g6 чёрная пешка · c5 чёрный слон · d5 чёрная пешка · e5 чёрная пешка · g5 чёрная пешка · g4 белая пешка · d3 белая пешка · g3 белая пешка · a2 белая пешка · b2 белая пешка · c2 белая пешка · d2 белый ферзь · g2 белая пешка · a1 белая ладья · b1 белый конь · c1 белый слон · f1 белая ладья · h1 белый король | a8 чёрная ладья · c8 чёрный слон · e8 чёрный король · h8 чёрная ладья · a7 чёрная пешка · b7 чёрная пешка · c7 чёрная пешка · g6 чёрная пешка · c5 чёрный слон · d5 чёрная пешка · e5 чёрная пешка · g5 чёрная пешка · g4 белая пешка · d3 белая пешка · g3 белая пешка · a2 белая пешка · b2 белая пешка · c2 белая пешка · d2 белый ферзь · g2 белая пешка · a1 белая ладья · b1 белый конь · c1 белый слон · f1 белая ладья · h1 белый король | a8 чёрная ладья · c8 чёрный слон · e8 чёрный король · h8 чёрная ладья · a7 чёрная пешка · b7 чёрная пешка · c7 чёрная пешка · g6 чёрная пешка · c5 чёрный слон · d5 чёрная пешка · e5 чёрная пешка · g5 чёрная пешка · g4 белая пешка · d3 белая пешка · g3 белая пешка · a2 белая пешка · b2 белая пешка · c2 белая пешка · d2 белый ферзь · g2 белая пешка · a1 белая ладья · b1 белый конь · c1 белый слон · f1 белая ладья · h1 белый король | 1 |
|   | a | b | c | d | e | f | g | h |   |

1. е4 е5 2. Кf3 Кс6 3. Сс4 Кf6 4. Кg5 К:е4 5. С:f7+ Кре7 6. К:е4 Кр: f7 7. d3 d5 8. Кg5+ Кре8 9. Фh5+ g6 10. Фf3 Фd7 11. O-O Кd4 12. Фd1 Фg4 13. Фd2 h6 14. f3 (см. 1-ю диаграмму)
14 …Сс5 15. fg Ке2+ 16. Крh1 Кg3+ 17. hg hg#